# Catálogo Colectivo de Revistas de la Universidad de Buenos Aires
El Catálogo Colectivo de Revistas de la Universidad de Buenos Aires reúne la información de los catálogos de las bibliotecas centrales de las facultades, de las bibliotecas de los colegios, del Ciclo Básico Común, de los hospitales y de los institutos de la Universidad, para permitir buscar y localizar títulos de revistas desde una sola base de datos.

## Antecedentes
Los antecedentes se remontan al año 1985, cuando se creó la Red Nacional de Bibliotecas Universitarias de Argentina (RENBU). En ese año la UBA y la Universidad Nacional de Córdoba comenzaron a trabajar en un proyecto titulado Base de Datos Catálogo Colectivo Nacional de Revistas (CCNAR). En 1988 se publica la edición impresa del CCNAR, que contenía títulos de revistas suscriptos por las universidades de Córdoba y de Buenos Aires, ya sea en forma directa o vía CONICET. Tres años después se publica la segunda edición impresa del catálogo. Los costes de ambas ediciones fueron subsidiados por la Fundación Antorchas. 
En 1993 la UBA retoma la Compra centralizada de publicaciones periódicas, dirigidas a abastecer las bibliotecas de la universidad, enconmendando al SISBI la gestión y administración de dicha compra.

## Historia
En 1993 el SISBI retoma las tareas relacionadas con el catálogo colectivo, llamándolo Catálogo Centralizado Nacional Universitario de Revistas (CCNUR), que incluiría solo aquellas revistas localizadas en bibliotecas universitarias, en paralelo con la Compra centralizada de publicaciones periódicas.
En 1996 se publica el Manual del formato BIBUN para publicaciones en serie, que se distribuye en forma conjunta con la base de datos BIREV, a todas las bibliotecas de la UBA, y posteriormente a todas las bibliotecas públicas y privadas que lo solicitaran. Se inicia entonces el proyecto del Catálogo Colectivo Nacional Universitario de Revistas Versión 2. En 1998 se habilita la interfaz de consulta en línea, que hacia 2007 incluía 5.238 registros aportados por 42 bibliotecas de la UBA.

## El Catálogo colectivo de revistas de la UBA
En 2010 se habilita el acceso al catálogo colectivo, cuyo objetivo es reunir los registros bibliográficos de las publicaciones periódicas existentes en la UBA. Este proyecto fue denominado e-Catálogo Colectivo de Revistas de la UBA.
En 2017 se rediseña el catálogo, incorporando el software VUfind. Esta versión contiene, a mayo de 2018, información sobre más de  24.000 títulos de revistas, con información sobre el estado de la colección y la localización de las mismas. Es un reservorio de información referencial y bibliográfica de utilidad fundamental para las tareas de docencia e investigación.